# Si tú no estás (canción de Rosana)
«Si tú no estás» es el título de una canción de 1996 interpretada por la cantautora española Rosana.

## Descripción
Llamada también «Si tú no estás aquí», se trata del cuarto y último sencillo lanzado al mercado el 14 de octubre de 1996 del primer álbum de estudio de la artista, titulado Lunas rotas (1996).
Calificada de emblemática, y considerada uno de los trabajos más notables de la autora y su mayor éxito en el mercado latinoamericano, se trata de una balada, con voz y guitarra como instrumentos básicos, que recrea la angustia por la ausencia del ser amado.

## Versiones
El tema ha sido versionado, entre otros, por la cantante Nuria Fergó en el talent show de Televisión española Operación Triunfo (2001), por Blas Cantó en la Gala Veo Veo Internacional 2003, con tan solo 11 años, por Melendi (álbum Curiosa la cara de tu padre, 2008), por los cubanos Gente de Zona en su álbum En letra de otro (2018) y por la banda argentino-mexicana Sin Bandera en su álbum Pasado (2006). Mario Domm la cantó a dúo con Rosana en el álbum 8 Lunas (2013).